# 周天培
周天培（？—1859年），字涵斋，清朝将领，四川巴县（今重庆市）人。
周天培行伍出身。开始从军攻打广西太平天国军，升任为守备，隶属于向荣军。咸丰六年（1856年），参与攻破江苏镇江高资、蔡家窑等地太平军营垒，获赐号“卫勇巴图鲁”。咸丰七年（1857年），因在浙江、镇江镇压义军，攻陷东坝、宝堰、溧水等地，擢升为贵州定广协副将。攻陷瓜州，以总兵记名。咸丰八年（1858年），被授予云南鹤丽镇总兵，随张国樑转战于秣陵关及天京城郊。受命往浙江增援其兄周天受，追击翼王石达开部，先后转战江苏、浙江、福州等省，作战果敢，出诸将之上。咸丰九年（1859年）春，与太平军战于浦口，获胜，擢升为湖北提督，驻防浦口。同年11月21日，陈玉成、李秀成率军攻打浦口，他退守江浦，阵亡。赠太子少保，予骑都尉兼云骑尉世职，谥武壮。